# Tipula (Pterelachisus) striatipennis
Tipula (Pterelachisus) striatipennis is een tweevleugelige uit de familie langpootmuggen (Tipulidae). De soort komt voor in het Oriëntaals gebied.